# 病理科
病理科（びょうりか、英: clinical pathology）は、病院等医療施設において病理医（または臨床検査医）が所属する部門の名称である。病理科は医療法で定義された診療科名（標榜科）ではなかったが、2008年4月1日から病理診断科、臨床検査科として標榜が可能になった。
- 医政局や病理学会の努力にもかかわらず、「病理診断科」を標榜している病院は、国立大学附属病院・関連施設では約19%にとどまっているという[2]。日本病理学会は「診療機関における「病理診断科」の名称使用のお願い」[3]を平成25年に公表した。

## 概説
臨床病理科、臨床検査科、臨床研究科、病理診断科、検査部、病理部、病院病理部などの名称も使われている。以前は、看護部や薬剤部と一緒に診療支援系部門に包括されていることもあったが、診療系部門に再編され始めている。
- 地域医療において病理診断・臨床検査（病理専門医、臨床検査専門医）を掲げる医療施設ができ、主治医からだけではなく専門医からも説明を受けることが可能ならば地域住民にとっては心強い。数は少ないものの病理診断科を標榜する診療所開設の届出が始まった。

臨床検査科という場合は臨床検査（検体検査、病理検査、生理検査、画像診断など）を行う検査室を指していることが多い。規模が大きい医療施設等では臨床検査専門医が専従している場合もある。
病理診断科という場合は病理標本作製・細胞診検査（細胞検査士によるスクリーニング）等の病理学的検査と病理診断・細胞診断を実施する部門のことが多い。病理診断科に所属する病理医・病理専門医の主要業務のひとつは病理診断である。病理診断は病気や病変部の確定的診断であり、その結果により治療が選択され、患者の健康・生命等に直接関係する。そのため病理診断は絶対的医行為であると考えられている。がん診療拠点病院等では病院入り口にある標榜診療科の一覧に病理診断科をみることができる。病理医に期待されているのがファースト・オピニオンやセカンドオピニオンへの対応である。たとえば「がんと診断されたが、自分のがん細胞はどういうものか病理医からも説明を受けたい」、「これから治療を受けるが、その前に一度、顕微鏡でがん細胞を見ておきたい」などの要望に対応することである。日本病理学会ホームページに「診療標榜科名「病理診断科」の実現を受けて（一般の皆様へ）」の記事が掲載されている。病理診断科の主要業務である病理診断、細胞診断（検査）の約3割が大学関連および病理学会認定・登録施設で行われているに過ぎない病理診断科のない医療施設では、病理材料が外部施設へ検体検査として外注され作製された病理標本の病理学的検査報告書に基づいて、臨床医が病理判断している。

## 日本における病理科の背景
医師が勤務する部門でありながら、病院内に設置されている病理科が診療科として位置づけられてこなかった。たとえば、1996年の医道審議会では病理科標榜に関して「患者を直接診療する科ではない」として、病理科の標榜は「保留」とされた。若手医師にとって病理を専門領域として選択しにくかったといえる。
2008年4月からは病理診断科や臨床病理科が標榜診療科となった。医療機関の医療機能情報等がインターネットで公開され、また医療機能評価がなされるようになり、医療機能における、病理診断科の役割が見直されている。医療機関内での病理診断科の存在が評価されるようになったが、病理診断科がない医療機関での病理診断機能・臨床病理機能についてはあまり議論されていないようである。
病理学的検査は、臨床検査技師等に関する法律で、登録衛生検査所が受託できるとされていたために、病理診断や細胞診断を含みながらも診療報酬点数上の「病理学的検査」として衛生検査所で受託されていた。病理材料の多くが安価に外部委託されていることは一般的には知られていない。医療機関内病理診断科での病理診断は3割であり、残り7割は検体検査として外注される。検査センターからは病理所見の記された病理学的検査報告書が届くので、報告書に基づき、病変について臨床医が判断する。

### 2次医療圏での病理診断科不足
日本医師会の報告で病理診断科の不足が示された。診療科別の最低必要な医師数（現状との比較）では、病理診断科は3.77であり、医師不足についてマスコミがしばしば取り上げる婦人科の2.91よりも病理医の不足は深刻であるという。この数値は「最低必要医師数倍率＝必要医師数÷（常勤医師数＋非常勤医師の常勤換算数）」であり、値が大きいほどその診療科の医師が不足していることを示している。
- 病理学的検査が長らく検体検査として医療関連サービスに含まれ医療機関外に外注されてきた。医療関連サービスについては、市場メカニズムによる品質向上や低価格化等が期待されている。検査センターでは受託した病理材料について標本を作製している。
- 検査センターで作製した病理標本については病理医が所見を記載するが、検査センターは医療機関ではないので、報告内容は病理医の意見または助言であり病理診断ではない。また検査センターは営利企業も多く、医療機関ではないので、患者診療録はなく、保険証情報もないので診療報酬評価しようにも評価ができない。
- 作製された病理標本が医療機関にはないので、医療機関での修練している病理専門医が見ることができない状態が続いている。2次医療圏の病理材料について作製された病理標本を、地域の病理医が若手病理医とともに、医療機関で診断する体制が必要であり、その医療機関が病理診断科ということができる。病理診断を医療機関内で行うことが、病理診断科不足が解消につながるのである。
- 病理医診断科不足は病理学的検査外注に連動しており、作製された病理標本の診断を病理診断科医療機関で行えるような体制がなければ、病理診断科は増えないことを日本医師会に伝えることも日本病理学会の責務と思われる。

## 登録衛生検査所と病理診断科
登録衛生検査所は臨床検査技師等に関する法律で定義された検査施設である。臨床検査のうち患者身体から採取された検体について、検体検査や病理学的検査を請け負うことができる。医療機関から見たら検査外注先である。検査や判定など医行為に属さないものに限定されており、病変の判断は医行為であり登録衛生検査所では受託できないはずであるが、病理検査室のない病院や診療所から診断を含む病理学的検査が登録衛生検査所に外注されていた。検体検査を外注することで、医療機関は検査差益（委託検体検査の検査価格差）を得ることができるので、ここ数年で病理学的検査の外注化が加速した。
- 90年初期に登録衛生検査所において、受託している病理学的検査が違法かどうか議論されたことがある。登録衛生検査所が発行する病理検査報告書は病理診断の意見書であり、診断書ではないから医行為には属さないという意見があった。その他に、「病理医が病変を判断しているものの、意見書である報告書に基づいて臨床医が治療方針を決定しているので患者に対しての責任は臨床医にある」、「検査を受託しているのであり、診断は病理医が行っており、登録衛生検査所が診断をしているのではない」、「外注して利益を得ているのであるから出す側に責任がある」などと議論していた。1990年代初期にすでに脱輪していたのであろう。しばらくして内視鏡生検や切除された癌組織についての病理学的検査が激増し、積み上がった標本を前に業務に追われることになり、登録衛生検査所での病理のあり方について議論する余裕がなくなってしまった[9]。

2008年に病理診断科（臨床病理科）が標榜科入りし、診療報酬点数改定で病理学的検査が第3部検査から第13部に移り病理診断に名称変更された。衛生検査所が受託可能な病理学的検査が病理標本作製と検査・判定となるならば、病理・細胞診検体が出る医療機関では病理診断科が用意されることになり、病理専門医、細胞診専門医が病理診断科の常勤医師、非常勤医師として診断業務を行うことになる。または病理診断科を標榜する診療所や医療機関と連携する必要がある。開業医や中小病院等の病理検査室がなく標本作製ができない医療機関は、今後も、病理標本と細胞診標本作製を含む病理学的検査を外部に業務委託できることには変わりはない。登録衛生検査所としては、大手の場合は、診断行為が切り離れるため医療訴訟のリスクが少なくなり、企業価値が高まることが期待される。中小の場合は、病理診断科との連携を模索したり、検体検査業務を拡大するなどの経営努力が求められるかもしれない。登録衛生検査所は多くが株式会社であり、業容変更があるとすれば、少なくとも経営計画上中長期（4年以上）相当の猶予期間が必要であろう。

### 検査センターから病理医が受け取る料金について
検査センターで病理医が病理標本を見て報告書を作成するときの料金は相対契約で決まる。880点に診断料が含まれているという考え方は単純な誤解である。以前あった院外標本の病理診断の診療報酬200点とも関係ない。
単に検査センターが受託検査料金から捻出しているのであって、謝礼として病理医に1臓器ああたりおおよそ2000円を支払ってきたというに過ぎない。受託価格に診断料を含んでいるから病理診断料を病理医に報酬をお支払いしているのではない。
- 病理標本1枚を作るための原価は材料費や人件費を含んで約1000円である。生検1例は平均2枚なので2000円、手術材料1例は約20枚なので2万円が原価となる。病理標本作製料の診療報酬価格は生検材料・手術材料の区別なく1臓器860点(8600円)となっており、この中から病理医への謝礼が支払われている。

そもそも検査センターにおいて病理医が病理標本を見て病理検査報告書を作成したとしても、それは病理医の意見または助言であり、病理診断報告書ではない。

### 元請責任
病理組織診断が絶対的医行為であるとの法解釈が成り立つとすると、病理組織診断を医業として行うのは医師（歯科医師）でなければならず、検査所を擁する企業が病理診断することはできない。また医療機関ではない企業が受託し検査所で行われた病理診断に過誤が発生した場合は体制上の不備による過失も問われうる。
登録衛生検査所（または登録衛生検査所を擁する企業）は臨床検査技師法で規定された臨床検査技師の業務である「病理学的検査」（病理標本作製や細胞診スクリーニング等）を受託してきた。いっぽう、外注する医療施設の認識は診療報酬点数表の第3部の「病理学的検査」として診断が含まれていた。この「病理学的検査」の2重性は解消されないまま、20年以上が経過しているが、途中、病理診断に関する医療訴訟について、病理医ではなく、○○病理検査センターの名称が報道されるということがあった。そのため、受託した病理学的検査について病変の判断（病理診断と細胞診断）に関し登録衛生検査所（または登録衛生検査所を擁する企業）に元請責任が生じる可能性があるとの解釈がなされることとなった。
- 元請責任が明らかになった時点で医行為を含んでの病理学的検査の受託は中止すべきであったが、病理検査室のない病院や診療所の病理学的検査は受託中止等の措置は現実的ではなかった。あまりにも大きく、重かったため、脱輪を直すことはできなかった。

- 事例から元請責任が明らかとなったので、登録衛生検査所では医療過誤につながらないように、予防的に、病理専門医・細胞診専門医が行った診断・報告書内容に踏み込んでチェックしてきたという。報告書を作成する病理医にとっては、登録衛生検査所からの委託業務であるため、登録衛生検査所（の技師[11]）がチェックしてくれるであろう、または、なにかあったら守ってくれるだろうという甘えがなかったとも言い切れない。うっかり病理診断やとんでも病理診断があった場合、病理診断を委託した登録衛生検査所が責任を問われることになり、そのような報告書が多い病理医と委託契約した責任（不法行為本人責任）も問われかねない。衛生検査所が病理診断過誤を起こした病理医に賠償請求することもありうる。元請責任という場合、そのような意味が含まれていることも知っておきたい。

病理診断科は標榜診療科となった。病変を判断する病理診断は医行為である。病理専門医、細胞診専門医が作成する病理診断報告書は、当然診療録に準じて扱われることになる。元請責任を根拠にした、技師による報告書書き換えは生じえない。
- 病理診断は医行為である。検査センターは医療機関ではない。したがって検査センターで病理医が病理標本を見て報告書を作成したとしてもそれは病理医の意見または助言であり、病理診断ではない[12]。臨床医が病理学的検査報告書に基づいて病変を判断しているのであり、診療報酬上も病理判断料(N007)が算定されている。検査センターの病理学的検査報告書が診断ではないと明確になったので、今後、検査センターは病理学的検査の責任、病理医は意見・助言の責任、臨床医の判断責任等について(学会・行政・司法で)整理されていくものと期待される。

### 検査原価としての病理委託料金
登録衛生検査所は臨床検査技師法で規定された施設であり、医行為はできないので、病変の判断という医行為に相当する部分は病理医に委託（孫請け）していた。医師と技師の関係が逆転した事態であるということができる。病理医に支払う謝礼を衛生検査所の病理学的検査の受託料金から捻出してきた。検査原価に病理医料金が混在したまま、病理学的検査として登録衛生検査所が受託してきたが、過去には検査受託価格が安定していたために、問題点として取り上げられることがあまりなかった。市場競争のために低価格で受託する登録衛生検査所が存在したことも事実である。
登録衛生検査所は医療機関ではなく、企業であることが多いため、病理医への委託料金は検査原価とされる。営利企業の場合、病理医委託料金も検査原価としてコストカットの対象になるのは致し方ないが、受託している病理医はそのことを知らされていない。検査外注する医療施設が検査差益を確保し、より安価な登録衛生検査所を探すことは当然なことであるが、入札を含む自由競争が熾烈となってきていることも重なり、病理医の委託料金を確保できなくなってきているという。
- 営利の中では非営利は駆逐されていくのが常である。原価構造からも検査（営利）と診断（非営利）の分離が必要であることは明らかであるとし、病理医費用を受託検査費用（標本作製料）から捻出させるのではなく、病理医の労働の価値は医行為として別に評価されるべきであるとの主張が出てくる。病理診断（広義）におけるホスピタルフィー（標本作製料）とドクターフィー（病理診断料）の分離と言い換えることもできる。
- 以前は、検査センターの病理標本を見る病理医の多くが病院または関連大学に所属しており、病理医に謝礼を支払うことが、他の検体検査の取引継続にメリットがあるといわれていた。病理医への委託料金が営業販促費という側面もあったが、最近ではそのようなシェイクハンドは成立しない。

### 病理学的検査の「検査差益」
登録衛生検査所が構造的に抱える「検査差益」（診療報酬価格と外注検査価格の差額）の問題を病理診断科に持ち込めない構造が必要である。病理診断科が検体検査と同じように「もの代」として医療機関から下請けするならば「検査差益」が求められる。また病理医も「検査差益」をキーにして、下請け活動を行うことになり、病理診断科同士のカニバリズムが心配される。登録衛生検査所が構造的に抱える「検査差益」の世界に入らぬよう、病理学会各位の戦略的行動が期待される。「検査差益」による市場競争は、薬価差益の代わりとして、委託する側には貢献するかもしれないが、病理医は育たず、無駄な病理検査が横行する可能性があるなど、弊害が多い。
病理医が行う病変の判断（病理診断・細胞診断）は検査差益を原理として医療の効率性を追求する対象ではない。2008年4月からの診療報酬領収書には病理診断の項目が用意されている。求めに応じ、自ら行った病理診断・細胞診断の内容について説明する必要がある。

### 切り出しについて
切り出しとは、切除された病理検体について肉眼診断（マクロ診断）を行い、顕微鏡を用いた病理診断（ミクロ診断）に必要な標本部分を採取することである。
たとえば腫瘍があるとき、腫瘍の癌部分を切り出して標本化しなければ癌の診断はつかない。また、摘出された標本で取り残しがないかどうか調べるために切断端を標本化するが、これも適切な部位が切り出されなければ、摘出できたかどうか顕微鏡で確認することができない。切り出しは病理診断を左右し、その後の治療を左右する重要業務である。切り出しは医行為であり医師が行うべきとされる理由である。
登録衛生検査所は診断ができないので、摘出材料を丸ごと受け取るとマクロ診断ができないため切り出すことができず、標本作成ができない。衛生検査所が切り出しを必要とする材料の標本化ができないとすれば、外科等の手術した部門で切り出すか、病理診断を担当する病理診断科に依頼して切り出すか選択することになる。切り出しは時間が掛かるため作業工数などについての配慮が必要である。切り出しに診療報酬または病理診断料の評価がないからといって切り出しが不充分なまま、病理医が診断する事態は避けるべきである。
各種がん取り扱い規約は改定されるたびに病理所見の記載項目がますます詳細になるが、癌診断での病理診断の重要性が高まってきているという観点からも、切り出しは病理診断科等で行う医療行為であり、登録衛生検査所が受託可能な病理学的検査の業務ではない。病理医にとってマクロ診断とミクロ診断の双方を担当することが病理診断の精度向上につながるのである。
病理医による病理材料切り出しについて診療報酬評価も検討すべき時期にきているといえよう。

### 教室プローベ
「教室プローベ（probe）」は戦前後に始まったと聞く。「大学の病理学教室で行う病理標本のprobe（探索）」といった意味合いであろう。手術で切り取られた臓器・腫瘍等を、医学部の講座で研究として病理検査・病理診断することに端を発している。
教室プローベは、大きく分けて2種類が知られている。病理学的検査の検体を医療施設（病院や診療所）から直接運び、病理学教室で病理検査工程すべてを実施する方法と、登録衛生検査所が作ったガラス標本を衛生検査所から運び込む方法がある。教室プローベは医療機関や登録衛生検査所からの下請けであり、「検査差益」を回避できにくいという側面がある。また文部省等の管轄である医学部病理「教室」で、「病理診断」という医行為を行っているとの指摘などがある。また病理診断誤診等をきっかけにした訴訟等があるとしたばあい、教室プローベが元請責任を問われる可能性もありえる。教室プローベという制度が、時代に合わなくなってしまったのである。
いっぽう大学病院等では規制がやや異なっている。「病院における検体検査の受託について(医政総発第0315001号　平成17年3月15日)」においては受託できる「専門医性の高い検体検査業務」の範囲として　①病理学的検査　②検体中の核酸又は遺伝子を対象としたいわゆる遺伝子検査　が掲載されている 。
大学によっては病理組織検査受託に際しての規程が用意されている。たとえば京都大学病理組織検査受託規程は昭和39年に制定されている。検査を委託するものを保険医療機関に限定し、診療報酬点数表の検査項目区分等も明示されている。規程のなかに病理診断科という名称はないが、保険医療制度に矛盾しない病理標本作成および病理診断サービスが用意されていることになる。

### トンデモ病理診断
まず、トンデモ病理診断の定義。病理診断報告書について臨床医が患者に説明する際に、報告書内容がとんでもないとき。または患者が読んでとんでもないと思う病理診断報告書のこと。
しかし、トンデモかどうかは判断が難しい。30年前には「MAMMA KREBS」や「adenocarcinoma, breast, excision」のように1行のみの記述でも報告書が成り立っていた。現在ならば、取り扱い規約に準拠した記載項目がなければ、報告書としては十分ではないとされることがある。規約にない項目を要求されることもある。なお、病理医のなかには取り扱い規約を使わない方針を持つ人もいる。
現今では、癌の組織型を記述するのみでは不充分であり、その後の治療方針決定のために癌の亜分類、悪性度、進行度、核異型度、脈管浸襲の有無、外科的切離面の腫瘍有無などあらゆる予後決定因子など詳しく記載されるように規約で定められている。
一方、患者向けのガイドラインを熟読しておられ、報告書に記載されるべき項目を熟知している患者が増えてきた。臨床医がより細かく説明する機会が増えてきた。「規約は使わないよ」とする病理医の報告書は、記載が十分でない場合は、患者からみると「トンデモ病理診断」である(ただし、規約を使用しているのは日本だけであり、海外からすればトンデモ病理診断と言える)。また30年前の書き方のきわめて明快単純な報告書は、主治医が患者への説明する場合には使えない。これも「トンデモ病理診断」である。診断が間違っていなくても、トンデモを決めるのは、サービスを受ける側なのである。
検査所においては、病理検査報告書は商品であり、依頼者が瑕疵であるとする報告書は発行できない。トンデモ報告書の記載内容について追加、訂正または書き直しが求められる。コストが増える。トンデモ病理報告の拾い上げや検査技師による標本見直し、病理医による再検査などが検査所にとって通常業務になっている。トンデモ病理報告の存在とその対応が検査所にとって最大の負荷となっている。
病理医が病理診断サービスのニーズを理解するには、病理診断科で患者からの質問に直接対応することがもっとも近道であり、病理診断科による解決に期待したい。検査センターで作製された標本の孫請けでは、患者に会うことはなく、臨床の要望や声は病理医には届かず、自らのトンデモ病理報告に気づくことはできない。

## 病理外注と診療報酬評価
2008年4月の診療報酬改定に伴い診療報酬領収書に病理診断の欄が追加された。同時に病理診断科が標榜診療科入りしたので、多くの医療施設では、病理診断科が用意され、常勤または非常勤の病理医が所属することになる。病理診断について、診断を担当した病理医からも説明が聞けるようになった。クリニックや病床規模の小さな医療施設では病理検査室を用意することは非効率的で現実的ではない。病理診断科に病理診断（標本作製と病変診断）が委託されるのが本来の姿である。2008年3月時点では、病理検体の多くが登録衛生検査所で標本作製され、登録衛生検査所の検査報告書として、病理診断結果が返されている。検査所は医療機関ではなくしたがって病理診断（病変診断）はできないので病理医に病理検査報告書作成を委託している。
- 医療施設が病理医を雇用せず、標本作製とともに病理観察を検査所に外注した場合は、病理医の病理標本観察（ドクターフィー部分）について、診療報酬による評価がない。診療報酬は文字通り「診療」がなされた場合に支払われる制度であるため、検査所が受託する病理診断については、診療報酬による評価はできないのである。

- 病理診断科を標榜し、病理診断管理加算２を算定する医療施設において、生検材料や手術で切除されたホルマリン固定材料を検体検査として、医療機関外に外注し、返ってきた病理検査報告書内の病理所見について、常勤病理医のレビューを経て正式な医療施設の病理診断報告書とすることは可能である。過去には医療機関内にその臓器の病理診断を専門とする病理医がいない場合に行われていた方法であり違法とは言えない。しかし、最近はこの方法を用いて、検査所へ安価に外注して院内検査コストを削減し、検査差益を得て、常勤病理医による病理診断料と病理診断管理加算を得て、経営に資することが目的となっている場合がある。(この場合の診療報酬返戻については厚生局に確認ください)

### 診療報酬点数表上の第3部検査からの独立
病理診断は病変を判断する医行為を含むが、病理学的検査として一般の検体検査と同じ項目にあった。2008年4月の診療報酬改定では、関係各位の努力が実り、診療報酬において第3部検査の病理学的検査から第13部病理診断に移り、病理標本作製料と病理診断・判断料に再編成された。。特定入院料に検査として包括されている病理学的検査診断・判断料は包括外となった。病理診断の重要性に着目しての評価とされ、病理診断の進歩を踏まえての再編成である。
第13部に病理診断を移すことにより第3部検査にある診断を含む病理学的検査を登録衛生検査所が下請け、病理医が孫請けしている状況の改善が期待されている。今回の改定により、病理診断は検査差益によって受託競争を促し実勢検査価格引下げを目指す検体検査ではないことはほぼコンセンサスが得られたもの考えられる。

## 標榜診療科として開業するための前提や要件等
2008年4月に入り、病理診断科を標榜する医院や診療所の届出が始まった。医療施設であれば病理診断科を標榜することができる。届出に際して病理診断科を標榜するための特殊な要件はない。病理専門医、細胞診専門医や臨床検査専門医を併記して広告することもできる。

### 診療所としての病理診断科
病理検体についての病理診断は従来は病理学的検査として検体検査に含まれていた。2008年4月の医療法改正で病理診断科が標榜診療科に入り、診療報酬点数でも第3部検査にあった病理学的検査は第13部病理診断になった。これらの制度上の改定は、病気の解明やがん研究等における病理学の進歩が評価されたのと同時に、医療における役割を期待されてのことである。
病理診断は病理学的検査という名称で呼ばれていたこともあり、これまでは検体検査の位置にあった。病理診断が医師による病変の判断であり、専門性の高い医行為であったが、診療報酬での評価も十分とはいえず、「もの代」として効率的であることが求められていた。病理検査室のない診療所や病院では標本作製を登録衛生検査所に病理学的検査として外注（下請け）し、登録衛生検査所は医療機関ではなく医行為ができないので病理医に診断を再外注（孫請け）せざるを得なかった。病理医は医学部病理学教室に在籍する医学研究者であることも多く、病理診断を行う場所はときに医学部病理学教室であったり、病理医自宅等であった。
「医師の自宅診療と診療所との関係について」（昭和25.1.12 医収）と題した照会と回答に記載されているように、自宅で診療を行う場合は診療所開設の届出をすべきであることは明らかであったが、病変の判断を行い診療と同等であったにもかかわらず、病理学的検査という名称のため、病理診断についてこの照会と回答が適用されるのかどうか曖昧なままほぼ半世紀が経過した。
血液型検査や血液検査などについての疑義照会（昭和23.8.12 医312） において、人体から採取された被検査物について検査を行う場合、検査の結果に基づいてその病名を判断する如きは、医行為に属し、これを業とするためには医師でなければならず、且つ診療所の開設手続きをとらなければならないとされている。なお、この疑義照会内容を根拠に細胞診をスクリーニング細胞診と診断細胞診に分け、スクリーニングを目的とする細胞診を登録衛生検査所が受託可能な病理学的検査、病変部診断を目的とする細胞診を病理診断科等の医行為とするという提案がなされている。

### 地域医療のための病理標本作製のありかた
病理診断科が標榜診療科になることにより、患者が直接、病理診断科を訪問（=受診）することが可能になる。病理診断・細胞診断は患者の住所地域または希望する医療圏（2次医療圏等）で行う必要があり、病理診断科が地域に増えてくることが予想される。病理検査室がない医療施設では病理学的検査の検体を遠隔地の登録衛生検査所（上記の教室プローベも）に送ることが行われていたが、今後は、患者が訪問できる地域の病理診断科での標本作製と病理診断・細胞診断を求められていると考えることができる。
全国規模で病理検体を収集し標本作製して病変を判断（病理診断・細胞診断）するサービスは営利の要素があり、非営利であるべき医業として成立するかどうか疑問がある。患者動線からみても好ましいことではない。がんの病理診断が、遠隔地の衛生検査所で受託され、孫請け病理診断され続けるならば、各医療圏でのがん登録の実施は不十分なものになる。そもそも全国規模で病理検体を集め診断する組織は保険医療機関として認可されないと考えられる。
地域で病理診断・細胞診断（1次診断）ができない難しい症例については、患者の希望・了承のもとで、スペシャリティー領域を持つ病理専門医等に、2次診断を目的に標本を送付することも考える必要がある。教室プローベが地方（3次医療圏）に所在する病理診断科または医療圏の病理診断科からの診断コンサルティング受け入れ施設に代わることは大いに歓迎される。1次診断は保険診療であるが、2次診断は自費診療または医療施設間の相対契約になると思われる。または、プレパラートを持って患者自身がスペシャリティー領域を持つ病理医の病理診断科を受診する必要がある。

### 特殊・稀少な病理検査について
病理診断科が標榜診療科として開業するばあい、9割以上の症例は、標本を通常染色するだけで病理診断・細胞診断診断は可能である。しかし、1割程度の症例では、特殊染色や遺伝子検索等が必要となる。また腎臓、心臓や一部の腫瘍などでは病理診断のために電子顕微鏡での検索が必要になることが多い。また、病理医が一生に一回遭遇するような、稀少な症例である場合は、診断を担当する病理医にとって経験が十分でないことになり、その道の専門家とは「見たて」が異なってくる。市中の病理診断科において「見たて」が正しいことは患者からの当然な要求であり、診断を担当する病理医が、大学や研究機関等に容易に問い合わせることができる体制が必須である。病理医によっては特定の臓器に絞って研究（病理診断等）している場合もあるので、病理診断科を開業して専門以外の診断も担当するようになれば、特殊・稀少な症例の診断について支援する仕組みは必須である。また、権威ある病理医が特異な臓器・病変の診断に特化した病理診断科を開業することも考えられる。
がん診療連携拠点病院において、がんの病理診断に従事している病理医を支援するために、がん対策情報センターが「CIS病理診断コンサルテーション・サービス」を提供している。

### 病理診療録の電子化
病理診断科で用いられるシステムは施設ごとにさまざまである。病理診断科での診療録に相当する病理診断書・細胞診断（検査）書を電子的に保存する場合は、いわゆる電子カルテの三要件に準拠することになると考えられる。真正性の確保（作成の責任所在を明確にすること、過失・故意による虚偽入力等防止など）、見読性の確保、保存性の確保のすべてに準拠した電子保存システム構築のハードルは高い。
これまで用いていた報告書作製システムが電子カルテ要件を満たしているかどうか確認し、要件に合うようにシステム開発するか、印刷物を患者ごとにファイルし診療録として運用とするか、などの判断が必要となる。診療情報の電子化関連情報（通知、ガイドライン等）についてはMEDIS-DCのホームページを参照。また、日本医師会ホームページにあるORCAプロジェクトは参考になる。
病理学会が経験した数年前の混乱を考慮すると、しばらくは、病理専門医等の自筆サインのある紙報告書での運用、または紙報告書と電子化ファイル併用が万能・安全で安価かもしれない。保健所も監査しやすいだろう。
コンピュータから出力された病理診断報告書に病理医の名前があっても、その病理医が入力したものかどうか（真正性）を証明することは容易ではない。見た目では本物かどうかは分からない。肉筆サインがあったときに真正性が証明される。肉筆サインは汎用性が高く、しかも安価である。